# Stefan Ilic
Stefan Ilic, född 24 december 1991, är en svensk fotbollsspelare och senare fotbollstränare som är huvudtränare i IK Viljan. Ilic var en offensiv mittfältare, som kunde spela både centralt och på en kant. Han har flera säsongers erfarenhet av spel i Superettan med Östersunds FK och Syrianska FC.

## Karriär
Ilic började spela fotboll som fyraåring i Landskrona BoIS. Efter tio år flyttade han till Serbien för spel i OFK Belgrad. Efter två år återvände Ilic till Sverige och började spela i LB07. Han började sin seniorkarriär i division 3-klubben MF Pelister. Ilic spelade 18 matcher och gjorde fem mål för Pelister under säsongen 2009. Därefter spelade han fyra år i Division 1, varav två år i FC Rosengård och två år i Lunds BK.
I november 2013 värvades Ilic av Östersunds FK, där han skrev på ett treårskontrakt. I januari 2015 värvades han av Syrianska FC.
I mars 2017 gick Ilic till IK Brage, där han skrev på ett tvåårskontrakt med division 1-klubben. I december 2017 värvades Ilic av GAIS, där han skrev på ett tvåårskontrakt. I juni 2018 valde GAIS och Ilic att bryta kontraktet i förtid.
I augusti 2018 återvände Ilic till Syrianska FC. I juli 2019 lämnade han klubben. Samma månad blev Ilic klar som assisterande tränare för division 3-klubben IFK Eskilstuna. Han blev kort därefter även spelklar för klubben. I augusti 2020 lämnade han klubben och blev klar som huvudtränare i division 5-klubben Eskilstuna FC.
Inför säsongen 2022 blev Ilic ny huvudtränare i division 3-klubben Syrianska Eskilstuna IF. Inför säsongen 2023 var tanken att han skulle återuppta sin spelarkarriär i IFK Eskilstuna men i mars 2023 fick Ilic en ny tränarroll i division 3-klubben IK Viljan. I augusti 2023 fick han dock lämna klubben och därefter gjorde Ilic då sin comeback som spelare i IFK Eskilstuna.